# Вајз (Вирџинија)
Вајз (енгл. Wise) град је у америчкој савезној држави Вирџинија. По попису становништва из 2010. у њему је живело 3.286 становника.

## Демографија
Према попису становништва из 2010. у граду је живело 3.286 становника, што је 31 (1,0%) становника више него 2000. године.
| Група             | 2000.         | 2010.         |
| Белци             | 3.080 (94,6%) | 3.144 (95,7%) |
| Афроамериканци    | 63 (1,9%)     | 33 (1,0%)     |
| Азијати           | 37 (1,1%)     | 28 (0,9%)     |
| Хиспаноамериканци | 46 (1,4%)     | 42 (1,3%)     |
| Укупно            | 3.255         | 3.286         |